# Prithvirajsing Roopun
Prithvirajsing Roopun, dit Pradeep Roopun, né le 24 mai 1959 à Quatre Bornes, est un homme d'État mauricien, président de la République de 2019 à 2024.

## Biographie
Membre du Mouvement socialiste militant (MSM) à partir de 1983, Pradeep Roopun est député à l'Assemblée nationale de mai 2010 à novembre 2019. Il est ministre de l'Intégration sociale et de l'Autonomisation économique de décembre 2014 à janvier 2017 et ministre des Arts et de la Culture de décembre 2016 à novembre 2019.
Le 2 décembre 2019, il est élu par l'Assemblée nationale président de la République et investi le même jour. Il achève son mandat de cinq ans en décembre 2024.